# Perdiu boscana de Campbell
La perdiu boscana de Campbell (Arborophila campbelli), el seu nom prové de l'ornitòleg anglès Bruce Campbell (1912-1993) és un ocell de la família dels fasiànids (Phasianidae) que habita la península de Malaca. S'ha considerat una subespècie de A.sumatrana i també de A.orientalis.
Aquesta espècie ha estat categoritzada pel BirdLife International com a espècie endèmica d'aus de l'interior de la Malasia peninsular.